# Cal Josep Bofarull
Cal Josep Bofarull és un edifici d'habitatges modernista del municipi de Reus (Baix Camp), situat al raval de Martí Folguera número 33-35 i inclòs en l'Inventari del Patrimoni Arquitectònic de Catalunya.

## Descripció
Dissenyat per Pere Caselles per al comerciant Josep Bofarull i Roig, és un edifici de planta baixa i tres plantes d'habitatges, amb una simetria total en el seu conjunt. Cal destacar la tribuna vidriada que correspon als habitatges, on hi ha un mòdul que es repeteix vuit vegades (quatre al davant, dos als laterals i dos més al xamfrà). Formen un arc de mig punt en els dos centrals en la tarja superior. La barana dels tres balcons-tribuna també forma un tot amb la tribuna. En el primer pis hi ha balcons correguts als dos costats, i a la tercera i quarta planta dues unitats per costat. Cal destacar les baranes de ferro forjat amb el bombat característic dels balcons modernistes reusencs. El remat de la coberta presenta, formant la motllura de la cornisa, unes semicircumferències els centres de les quals coincideixen amb els eixos de simetria de les portes balconeres. La porta d'accés està emmarcada amb una mena d'escut on, a la seva dovella, es poden veure les inicials del propietari, «J. B.». La porta de fusta té motllures d'estil eclèctic.